# Giberto Borromeo

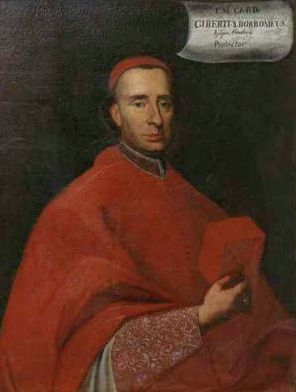
Giberto Kardinal Borromeo (Ölgemälde 18. Jh.)

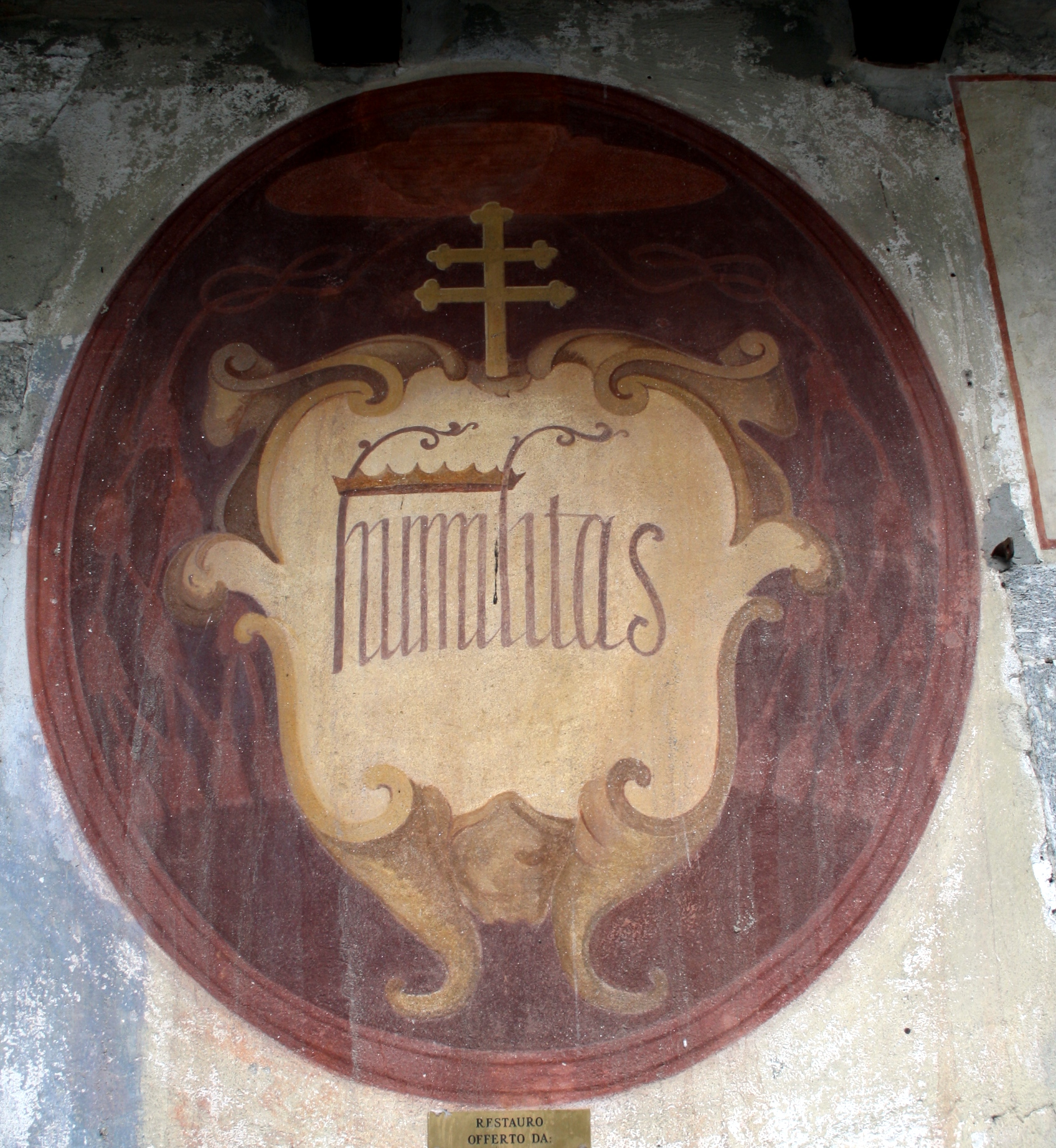
Kardinalswappen (Kirche Madonna di Campagna, Pallanza)

Giberto Borromeo (* 12. September 1671 in Mailand; † 22. Januar 1740 in Novara) war ein italienischer Kardinal der römisch-katholischen Kirche. Er stammte aus dem Adelsgeschlecht der Borromeo.

## Leben

### Herkunft und frühe Jahre
Giberto Borromeo war das fünfte von neun Kindern des Renato Borromeo, Conte von Arona und Marchese von Angera, und dessen Gemahlin Giulia Arese. Weitere Kardinäle aus derselben Familie waren sein Onkel Giberto Borromeo der Ältere, sein Großneffe Vitaliano Borromeo sowie die entfernteren Verwandten Carlo Borromeo, Federico Borromeo der Ältere, Federico Borromeo der Jüngere und Edoardo Borromeo. Seine Taufe fand am 17. September 1671 in der Mailänder Kirche Sant’ Alessandro statt.
Da er für die geistliche Laufbahn bestimmt war, erhielt er bereits als Zwölfjähriger die Tonsur und wurde Kommendatarabt von Viboldone. Seine Bildung erfolgte 1683–1690 an der Seminarschule von Mailand, danach studierte er an der Universität Pavia und wurde dort am 7. Juli 1691 zum Doctor iuris utriusque promoviert. In Mailand studierte er Theologie und erwarb dort im November 1690 den akademischen Grad eines Dr. theol. Nach Abschluss des Studiums ging er nach Rom und wurde am 27. März 1692 Apostolischer Protonotar. Er war vom 29. September 1692 bis September oder Oktober 1693 Vize-Legat in Bologna. Zudem wurde er 1693 Referendar an den Gerichtshöfen der Apostolischen Signatur. Danach zog er sich wegen seiner angegriffenen Gesundheit nach Mailand zurück, wo er bis 1705 lebte. In dieser Zeit schloss er Freundschaft mit Lodovico Antonio Muratori, der ihm bereits am 15. Juli 1693 seine Dissertation De Graecae linguae usu et praestantia gewidmet hatte und den Giberto Borromeo in seiner Villa auf der Isola Bella beherbergte und auch finanziell unterstützte. Muratori widmete ihm noch 1697 den ersten Band der Anecdota latina ex Ambrosianae Bibliothecae codicibus.
Die Priesterweihe empfing Giberto Borromeo am 14. Dezember 1710.

### Bischofsämter
Am 26. Januar 1711 wurde er zum Lateinischen Patriarchen von Antiochia ernannt. Die Bischofsweihe spendete ihm am 1. März desselben Jahres im Mailänder Dom der Erzbischof von Mailand, Kardinal Giuseppe Archinto; Mitkonsekratoren waren Kurienerzbischof Girolamo Archinto und Giovanni Francesco Barbarigo, Bischof von Verona. Am 26. Juni 1711 wurde er zum Päpstlichen Thronassistenten ernannt. Auf den Bischofsstuhl von Novara wurde Giberto Borromeo unter Beibehaltung des Patriarchentitels am 17. Januar 1714 transferiert. Eingedenk der Lehren seines Onkels Karl Borromäus verwaltete er das Bistum persönlich und überließ es nicht, wie bis dahin üblich, einem Stellvertreter.

### Kardinalat
Papst Clemens XI. kreierte ihn im Konsistorium vom 15. März 1717 zum Kardinalpriester. Den roten Hut und Sant’Alessio als Titelkirche erhielt Giberto Borromeo am 10. Mai desselben Jahres. Er war Teilnehmer des Konklave 1721, das Innozenz XIII. zum Papst wählte. Ferner nahm er am Konklave 1724 teil, aus dem Benedikt XIII. als Papst hervorging. Schließlich war er auch unter den Kardinälen des Konklave von 1730, das Clemens XII. auf den Stuhl Petri erhob. In den drei Konklaven, an denen er teilnahm, unterstützte Giberto Borromeo stets die Kandidaten der kaiserlichen Partei gegen die der Spanier.

### Tod
Giberto Borromeo starb am 22. Januar 1740 an seinem Bischofssitz in Novara und wurde dort zunächst in San Marco, der Kirche der Barnabiten, beigesetzt. Später wurde sein Leichnam in den Dom von Novara überführt und dort in der Kapelle San Carlo bestattet. Einen Großteil seiner Büchersammlung vermachte er der Biblioteca Ambrosiana in Mailand.